# Steffen Kretschmann
Steffen Kretschmann (* 8. Juni 1980 in Köthen, Sachsen-Anhalt) ist ein ehemaliger deutscher Profiboxer im Schwergewicht.

## Amateurkarriere
Sein größter Erfolg im Nachwuchsbereich war der Gewinn der Goldmedaille im Halbschwergewicht bei der Kadetten-Europameisterschaft 1996 in Aosta und der Gewinn der Silbermedaille im Halbschwergewicht bei der Junioren-Europameisterschaft 1997 in Birmingham. Bei der Junioren-Weltmeisterschaft 1998 in Buenos Aires besiegte er Roberto Cammarelle und schied im Viertelfinale des Schwergewichts gegen Odlanier Solís aus.
Bei den Erwachsenen wurde er 1999, 2001 und 2002 Deutscher Meister, sowie 2000 Vizemeister und konnte beim prestigeträchtigen Chemiepokal in den Jahren 2000, 2002 und 2005 jeweils eine Bronzemedaille gewinnen.
Darüber hinaus gewann er jeweils eine Bronzemedaille im Schwergewicht bei der Weltmeisterschaft 1999 in Houston und der Weltmeisterschaft 2003 in Bangkok, wobei er in den Halbfinalkämpfen gegen Michael Bennett bzw. Alexander Alexejew unterlegen war.
2004 gewann er nach einem kampflosen Ausstieg im Finale gegen Roberto Cammarelle die Silbermedaille im Schwergewicht bei der Militär-Weltmeisterschaft der CISM in Fort Huachuca.

## Profikarriere
Kretschmann wechselte 2006 unter dem Hamburger Boxstall Arena Box-Promotion von Ahmet Öner in das Profilager, sein Trainer blieb Hans-Jürgen Witte. Er gewann 13 Kämpfe in Folge, darunter gegen Marcel Zeller und wurde am 11. März 2008 Internationaler Deutscher Meister des BDB im Schwergewicht.
Am 26. Juni 2009 verlor er in Völklingen durch TKO in der ersten Runde gegen den Russen Denis Bachtow. Nach einem folgenden Aufbausieg gegen Engin Solmaz, kam es am 27. März 2010 in der Sporthalle Hamburg zu einem Rückkampf gegen Bachtow, den er durch Aufgabe (TKO) in der neunten Runde verlor. Kretschmann begründete die Niederlage unter anderem mit seiner nicht ausreichenden Vorbereitung, welche auch auf die Dreharbeiten zu einer vierteiligen Sat.1-Doku-Soap zurückzuführen sei, welche Kretschmann vor dem Kampf entsprechend bekannter machen sollte.
Zwischen September 2010 und März 2012 bestritt er keinen Kampf und litt aufgrund von Auseinandersetzungen mit seinem Promoter unter finanziellen Problemen. Er gab schließlich ein Comeback beim Magdeburger Boxstall Sport Events Steinforth von Ulf Steinforth. Von März 2012 bis November 2014 blieb er in fünf Kämpfen ungeschlagen. Im September 2012 war sein Kampf gegen Timo Hoffmann wertungslos geblieben, nachdem die Freiluftveranstaltung in Halle an der Saale aufgrund von einsetzendem Regen abgebrochen werden musste. 
Am 30. Mai 2014 war er mit einem Sieg gegen Özcan Çetinkaya erneut Internationaler Deutscher Meister des BDB im Schwergewicht geworden.
Im Juni 2015 gab er aufgrund einer Trainingsverletzung das Ende seiner Karriere bekannt.

## Sonstiges
Zusammen mit seiner Lebensgefährtin hat er einen Sohn und eine Tochter.